# GTR (banda)
GTR fue un supergrupo de rock progresivo y AOR británico,  fundado en 1985 por el exguitarrista de Yes, Steve Howe y por Steve Hackett, exguitarrista de Genesis. La banda tuvo una corta vida de tan solo dos años, en la cual obtuvieron un gran éxito en los Estados Unidos. Luego de publicar un solo álbum de estudio y dos exitosos sencillos, Howe concluyó la agrupación luego de que Hackett renunciara en 1987 para continuar con su carrera en solitario.
Cabe destacar que el nombre del proyecto es una abreviatura de la palabra «guitar», guitarra en español.

## Historia
Luego de la salida de Steve Howe de Asia, el mánager Brian Lane del grupo Yes le propuso crear una nueva banda con el guitarrista Steve Hackett de Genesis, que aceptó la propuesta con la idea de recaudar dinero para sus nuevos proyectos de su carrera en solitario. Para completar la formación convocaron al vocalista Max Bacon exmiembro de Moby Dick, al baterista estadounidense Jonathan Mover, exmúsico de Marillion, y al bajista Phil Spalding, conocido en ese entonces por trabajar con algunos artistas como Mike Oldfield. Con la idea de crear un proyecto que mezclara los subgéneros rock progresivo y el AOR, Howe y Hackett comenzaron a utilizar teclados y sintetizadores en las composiciones, adoptando en ciertos cortes sonidos similares a sus bandas anteriores. 
A fines de 1985 firmaron con el sello Arista Records y publicaron el disco debut GTR en julio de 1986. El álbum recibió positivas críticas de la prensa, al igual que gran apoyo principalmente de los fanáticos de ambos guitarristas, ya que obtuvo el puesto 11 en la lista Billboard 200 y disco de oro solo dos meses después de su publicación al vender más de 500 000 copias en los Estados Unidos.
La banda giró durante el 1986 por varios países de Europa y varias ciudades de Norteamérica, donde no solo tocaron canciones de su álbum debut, sino también de las bandas Genesis y Yes, y algunos temas de las carreras en solitario de Howe y Hackett. Dentro de la gira promocional fue invitado el músico Matt Clifford, que fue el encargado de los teclados y sintetizadores.
Luego del término de la gira Hackett cuestionó los manejos de dinero de la banda y las ganancias obtenidas de Howe, que provocó una tensa relación entre ambos guitarristas. A pesar de varias conversaciones principalmente financieras, Hackett prefirió retirarse para continuar con su carrera en solitario. De igual manera Mover dejó el proyecto para unirse a la banda de Joe Satriani.
Con la idea de mantener la banda Howe invitó al baterista Nigel Glockler de Saxon y a Robert Berry guitarrista de Hush. Junto a ellos iniciaron la composición de nuevas canciones para un futuro disco de estudio, sin embargo este nunca apareció ya que el entusiasmo de Howe decayó y prefirió dar término a la banda a mediados de 1987 para retomar su carrera en solitario.

## Discografía

### Álbumes
- 1986: GTR
- 1997: GTR Live (en vivo)

### Sencillos
- 1986: «When the Heart Rules the Mind»
- 1986: «The Hunter»

## Miembros
- Max Bacon: voz (1985 - 1987)
- Steve Howe: guitarra eléctrica y sintetizadores (1985- 1987)
- Steve Hackett: guitarra eléctrica y teclados (1985 - 1986)
- Phil Spalding: bajo (1985 - 1987)
- Jonathan Mover: batería (1985 - 1986)
- Nigel Glockler: batería (1987)
- Robert Berry: guitarra eléctrica (1987)